# Ziemia sieradzka
Ziemia sieradzka (łac. Terra Siradiensis) – kraina historyczna, stanowiąca część ziemi łęczycko-sieradzkiej. Także jednostka terytorialna dawnej Polski.  

## Położenie
Ziemia sieradzka graniczy na zachodzie z ziemią kaliską (wschodnią Wielkopolską), na południowym zachodzie z ziemią wieluńską, na północnym zachodzie z ziemią łęczycką (granica przebiega na Nerze i Wolbórce), na wschodzie z ziemią sandomierską (część Małopolski, granica przebiega na Pilicy) i na południu z ziemią krakowską (część Małopolski). 

## Historia

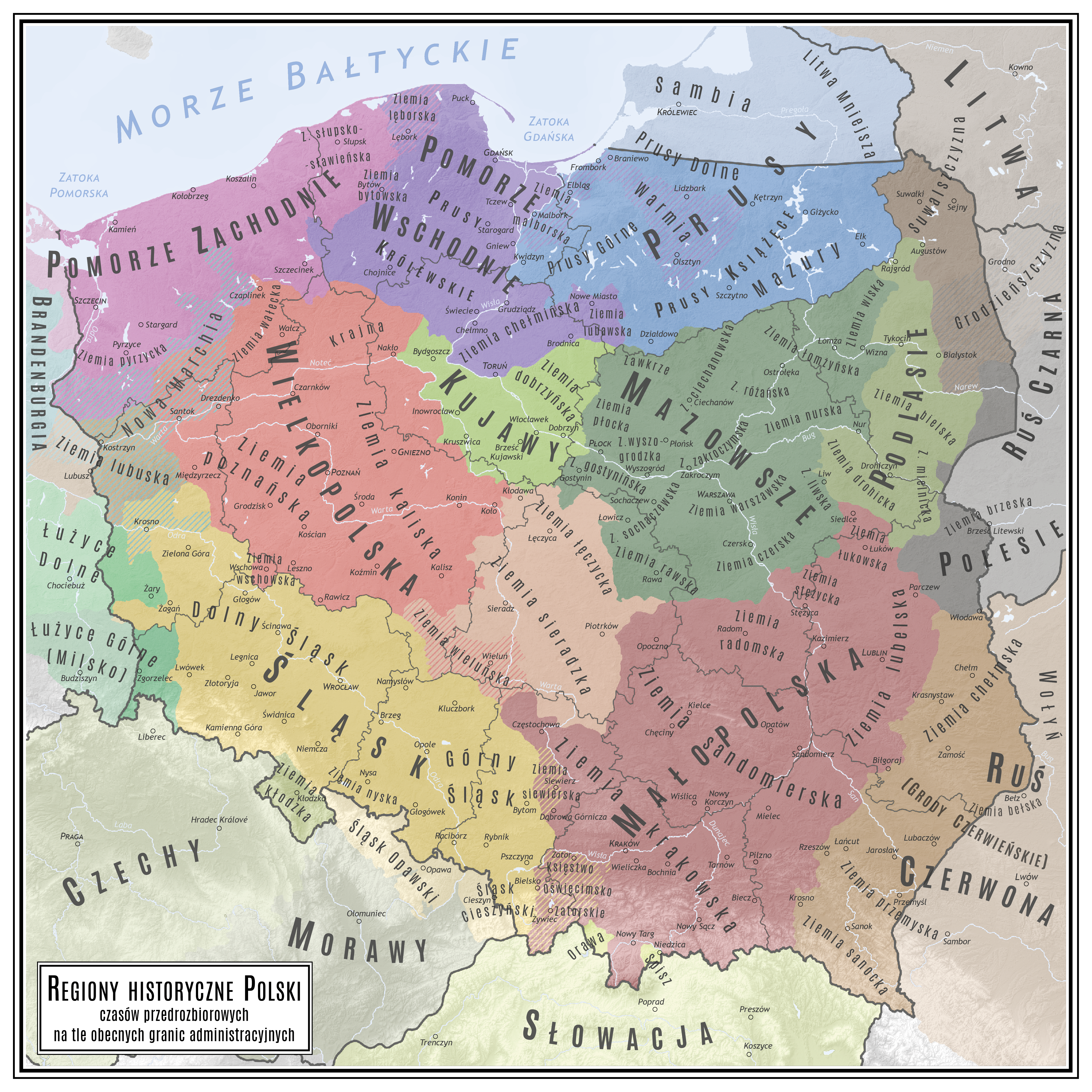
Ziemia sieradzka i inne krainy historyczne Polski na tle współczesnych granic administracyjnych

Ziemia sieradzka od czasów najdawniejszych była zamieszkiwana przez różne plemiona. Kazimierz Tymieniecki wiąże ją z Wiercanami, co pozwalałoby na określanie tej części kraju mianem „Warcja” lub „Wiercza”. Wydaje się jednak, że nadwarciańskie osadnictwo, Sieradz (wraz z pierwotną osadą Mnichów) oraz Spycimierz, stanowiło jedynie część większego obszaru osadniczego w skład, którego wchodziła również Łęczyca (wraz z pierwotną osadą Tum).
W „Powieści minionych lat” wśród sąsiadów Rusi zostało wymienione plemię „Lutyczów” („Łuticzi”). Wydaje się, że chodzi w tym przekazie o plemię Łęczycan (lub Łączan), które mogło zajmować ziemie mieszczące się między grodami Gnieznem, Kaliszem i Krakowem oraz pograniczem dzielącym siedziby Słowian zachodnich od obszarów penetrowanych przez Słowian wschodnich. Łęczyca pełniłaby funkcję naczelnego grodu dla terytorium rozciągającego się po wschodniej i zachodniej stronie Wisły (po obu stronach rzeki w okolicach Czerska), i sięgającego na zachód aż po ujście Neru do Warty i Wartę. Terytorium Łęczycan na południowo-wschodnich rubieżach przekraczało Pilicę i zbliżało się do Radomia. Od północy Łęczycanie graniczyli z Mazowszanami, którzy znajdowali się na prawym brzegu Wisły, na północ od obecnej Warszawy. Ziemia sieradzka stanowi część pierwotnego obszaru Łęczycan. 
Pojęcie „ziemi” (łac. terrae) pojawia się w nomenklaturze polskich jednostek terytorialnych w XII–XIII w. stanowiąc ważne ogniwo w historii kształtowania się organizmu państwa po rozbiciu dzielnicowym Polski. W latach 1305–1306 Władysław I Łokietek, jeszcze przed śmiercią czeskiego Wacława III, opanował wraz z Małopolską, Kujawami i cząstką Wielkopolski także dzielnice łęczycką i sieradzką, które weszły w skład zasadniczego zrębu odbudowywanego państwa polskiego. Od tego czasu dzielnice te zaczęły zmieniać swój charakter, co przejawiało się również w sposobie ich określania. Zaczyna zanikać dotychczasowa nazwa „księstwa”, a w to miejsce zaczyna się używać terminu „ziemia”. Początkowo terminów tych używano wymiennie. S. Zajączkowski przywołuje przykład przywilejów Łokietka z lat 1296 i 1308 dla klasztoru w Sulejowie, gdzie są wymienione wsie in ducatu Syradie (w księstwie sieradzkim). Jednakże w innych dokumentach, tak książęcych, jak i biskupich, z lat 1296, 1298, 1314 i 1331 występuje określenie „terra”. Staje się ono wkrótce częścią składowa tytulatury Łokietka, którego kancelaria jednak, nawet już po koronacji w 1320 r., w wydawanych dokumentach używała preambuły następującej treści: Rex Poloniae, nec non terrarum Cracoviae, Sandomiriae, Lanciciae, Cujaviae, Siradiaeque dux (Król Polski, a także władca ziem krakowskiej, sandomierskiej, łęczyckiej, kujawskiej i sieradzkiej). Stopniowe zanikanie określenia „księstwo” i coraz częstsze pojawianie się terminu „ziemia” wskazują na coraz większą integrację państwa, które dawne udzielne księstwa zaczęło traktować jako części składowe swego terytorium. W XIV w. dawne księstwa dzielnicowe, nad którymi w imieniu króla władał wojewoda, nazwano województwami, natomiast mniejsze nazywano w dalszym ciągu ziemiami, np. dotyczyło to ziemi wieluńskiej, która ok. 1420 r. weszła w zależność od wojewody sieradzkiego.
Po odzyskaniu przez Polskę niepodległości ziemie te znalazły się na obszarze województwa łódzkiego i kieleckiego. 1 września 1939 roku, kiedy to rozpoczął się atak na Polskę przez III Rzesze, został zbombardowany nieodległy Wieluń oraz zajęty obszar pomiędzy granicą niemiecką a rzeką Wartą. Ostatecznie ziemie te znalazły się częściowo w Generalnym Gubernatorstwie, a częściowo w zasięgu administracji III Rzeszy Niemieckiej.
Obecnie większość historycznej Ziemi Sieradzkiej wchodzi w skład województwa łódzkiego, a niewielka jej część do województwa wielkopolskiego i śląskiego.

## Miasta i powiaty ziemi sieradzkiej
W ziemi sieradzkiej leżą następujące miasta:
| Lp. | Miasto               | Liczba mieszkańców | Dawny powiat   | Obecne województwo |
| --- | -------------------- | ------------------ | -------------- | ------------------ |
| 1.  | Łódź                 | 658 444            | szadkowski     | łódzkie            |
| 2.  | Piotrków Trybunalski | 67 264             | piotrkowski    | łódzkie            |
| 3.  | Pabianice            | 61 353             | szadkowski     | łódzkie            |
| 4.  | Tomaszów Mazowiecki  | 58 089             | piotrkowski    | łódzkie            |
| 5.  | Bełchatów            | 52 851             | piotrkowski    | łódzkie            |
| 6.  | Radomsko             | 43 417             | radomszczański | łódzkie            |
| 7.  | Sieradz              | 39 158             | sieradzki      | łódzkie            |
| 8.  | Zduńska Wola         | 38 848             | szadkowski     | łódzkie            |
| 9.  | Turek                | 24 788             | sieradzki      | wielkopolskie      |
| 10. | Konstantynów Łódzki  | 19 161             | szadkowski     | łódzkie            |
| 11. | Łask                 | 16 191             | szadkowski     | łódzkie            |
| 12. | Tuszyn               | 7173               | piotrkowski    | łódzkie            |
| 13. | Zelów                | 7152               | szadkowski     | łódzkie            |
| 14. | Pajęczno             | 6410               | radomszczański | łódzkie            |
| 15. | Sulejów              | 5985               | piotrkowski    | łódzkie            |
| 16. | Koniecpol            | 5449               | radomszczański | śląskie            |
| 17. | Rzgów                | 3442               | piotrkowski    | łódzkie            |
| 18. | Złoczew              | 3417               | sieradzki      | łódzkie            |
| 19. | Przedbórz            | 3226               | radomszczański | łódzkie            |
| 20. | Warta                | 2969               | sieradzki      | łódzkie            |
| 21. | Uniejów              | 2950               | szadkowski     | łódzkie            |
| 22. | Kamieńsk             | 2608               | radomszczański | łódzkie            |
| 23. | Wolbórz              | 2275               | piotrkowski    | łódzkie            |
| 24. | Lututów              | 2218               | sieradzki      | łódzkie            |
| 25. | Błaszki              | 2022               | sieradzki      | łódzkie            |
| 26. | Szadek               | 1768               | szadkowski     | łódzkie            |
| 27. | Rozprza              | 1614               | piotrkowski    | łódzkie            |
| 28. | Lutomiersk           | 1581               | szadkowski     | łódzkie            |
| 29. | Dobra                | 1341               | sieradzki      | wielkopolskie      |

W ziemi sieradzkiej leżą obecnie następujące powiaty i miasta na prawach powiatu:   powiat sieradzki,   powiat zduńskowolski,   powiat łaski,   powiat bełchatowski,   powiat poddębicki,   powiat pabianicki,   Piotrków Trybunalski i powiat piotrkowski,   powiat radomszczański,   powiat pajęczański,   Łódź,   powiat łódzki wschodni,   powiat tomaszowski,   powiat wieluński,   powiat wieruszowski,   powiat częstochowski,   powiat turecki,   powiat kolski,   powiat kaliski.  W przypisach przy każdym powiecie podane jest, która część danego powiatu leży w ziemi sieradzkiej.  

## Galeria

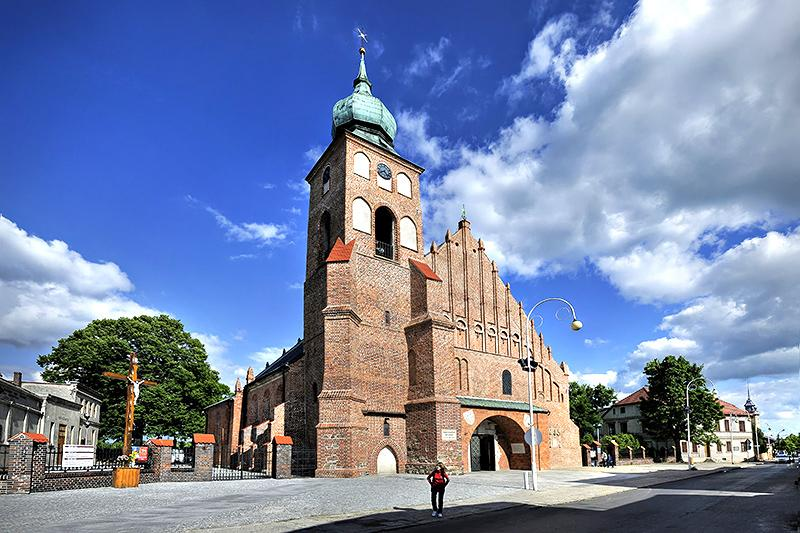
Fara w Sieradzu
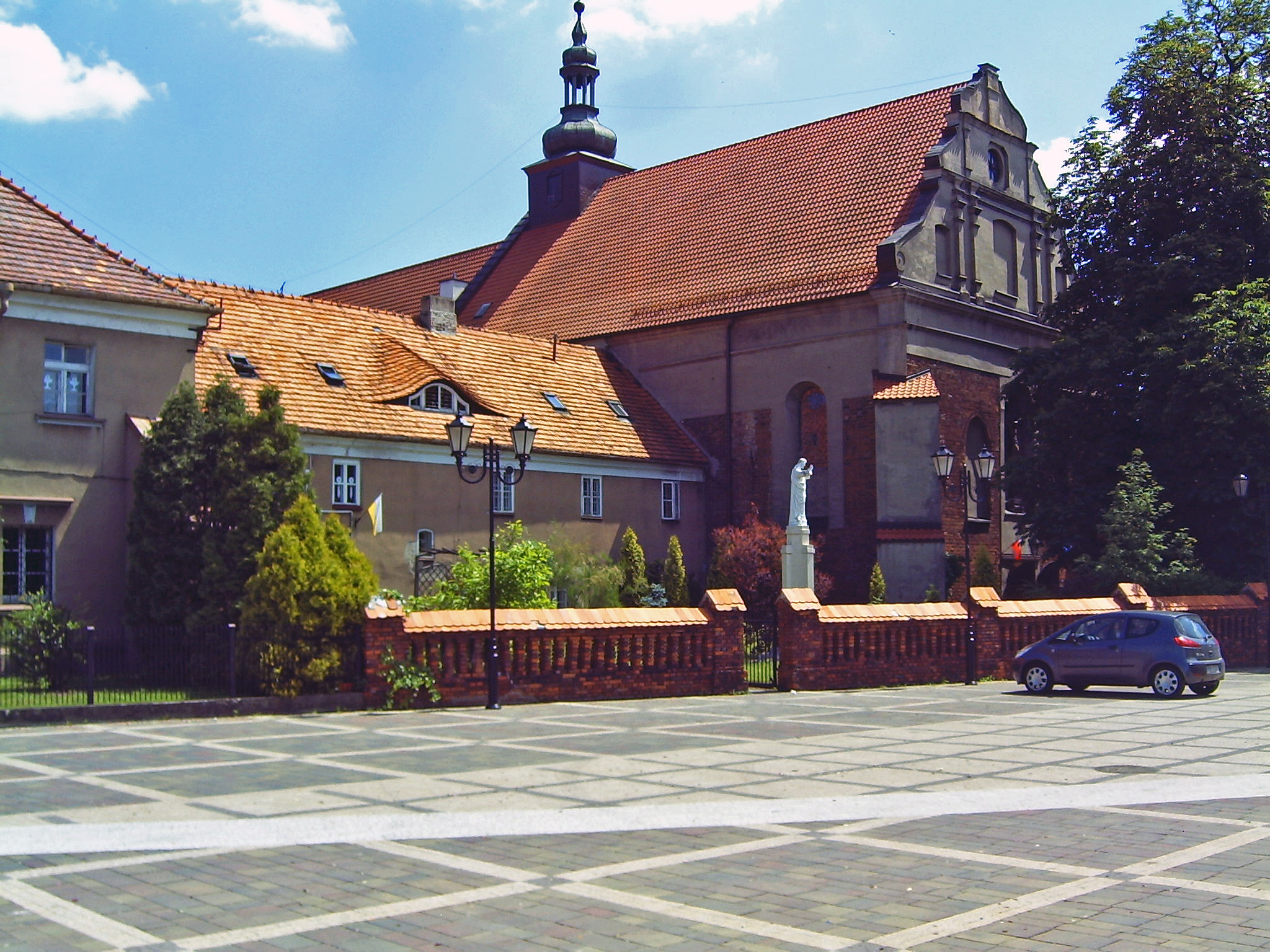
Klasztor w Sieradzu
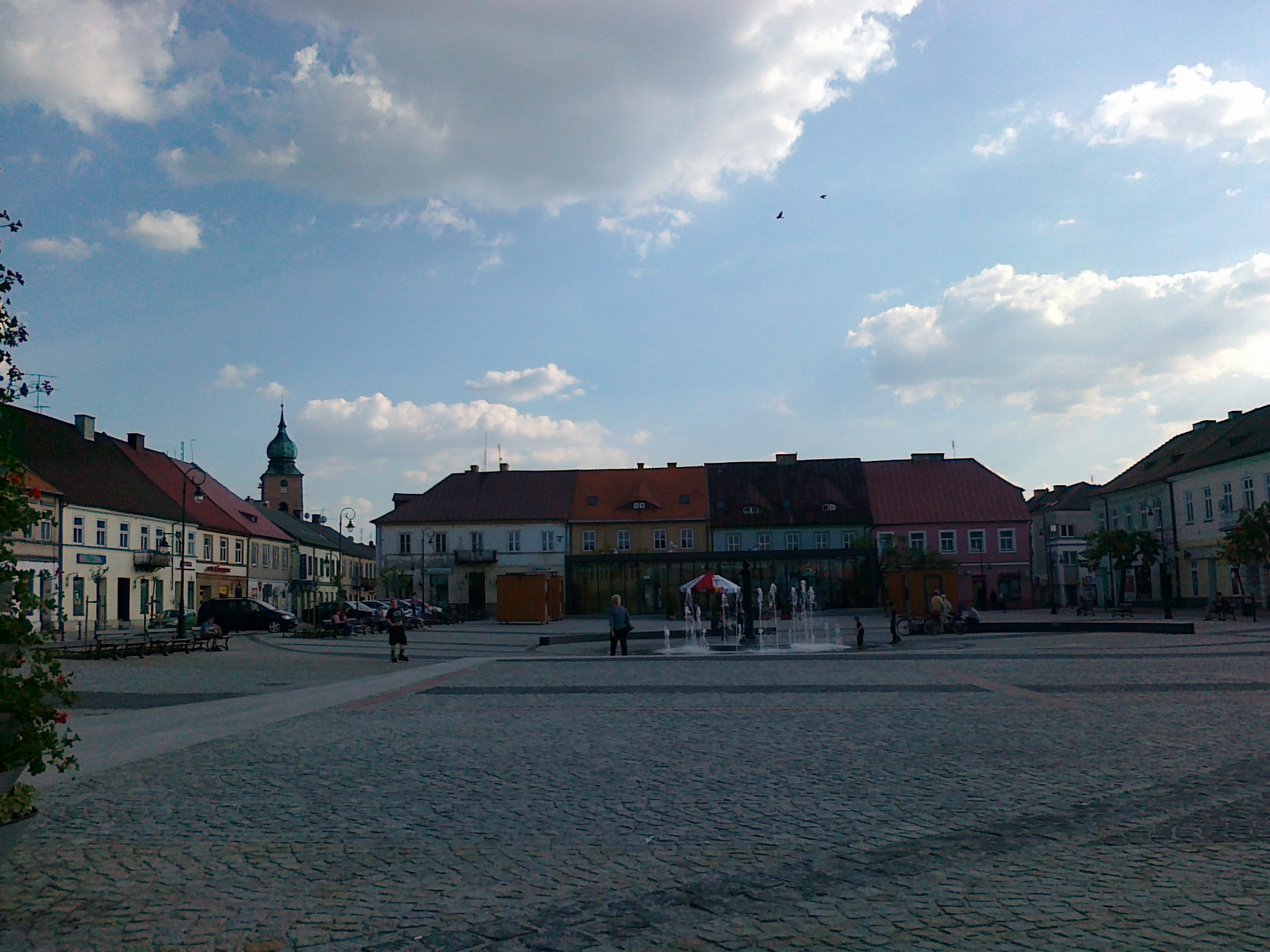
Rynek w Sieradzu
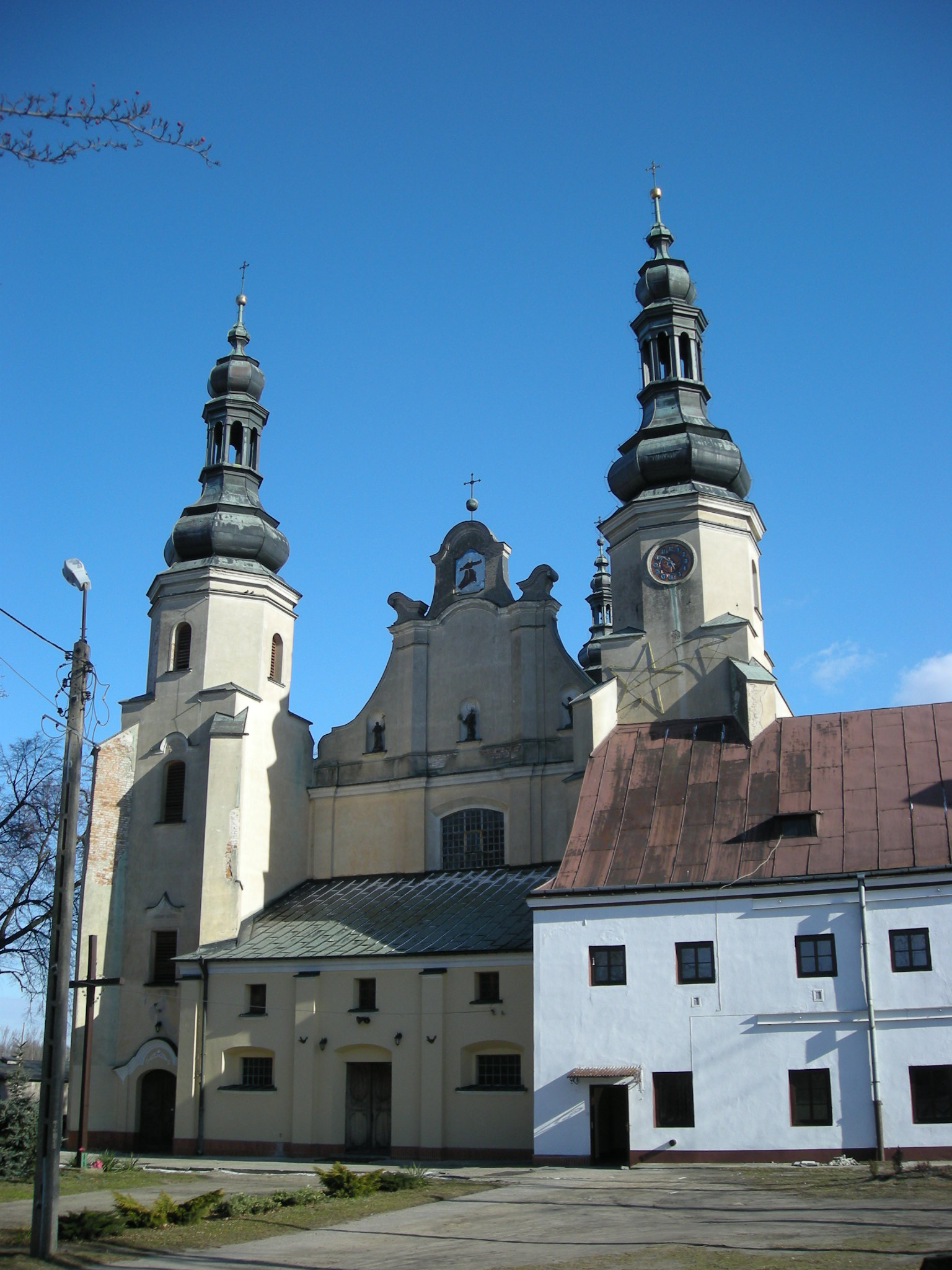
Klasztor bernardynów w Warcie
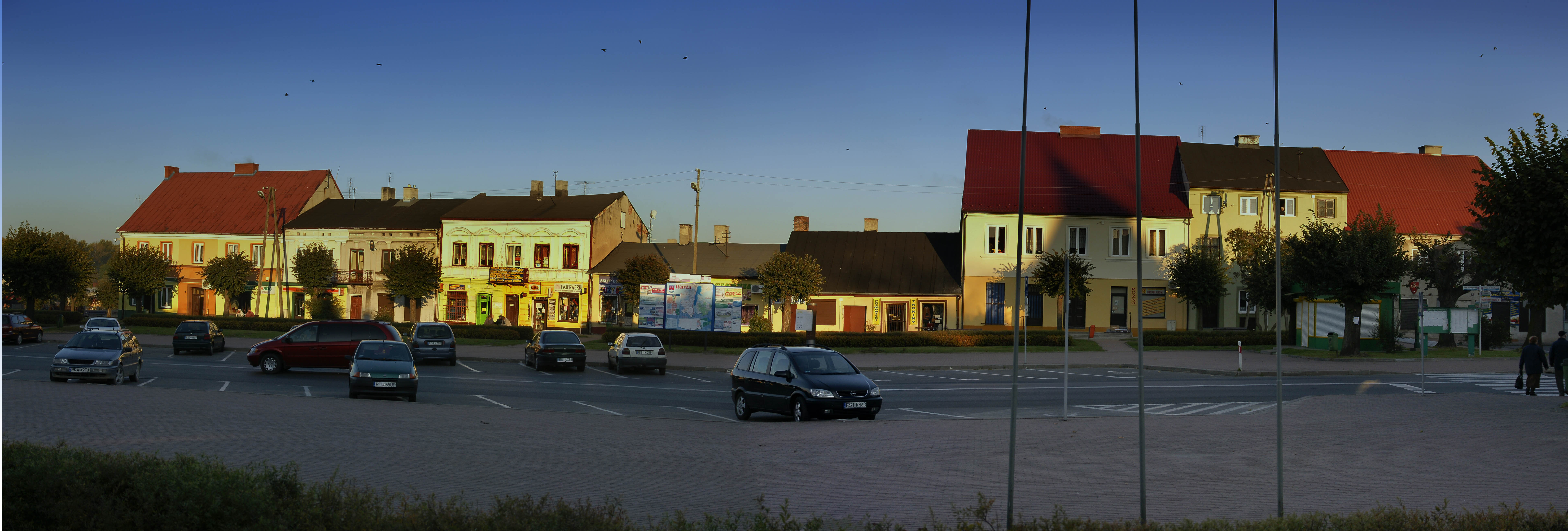
Rynek w Warcie
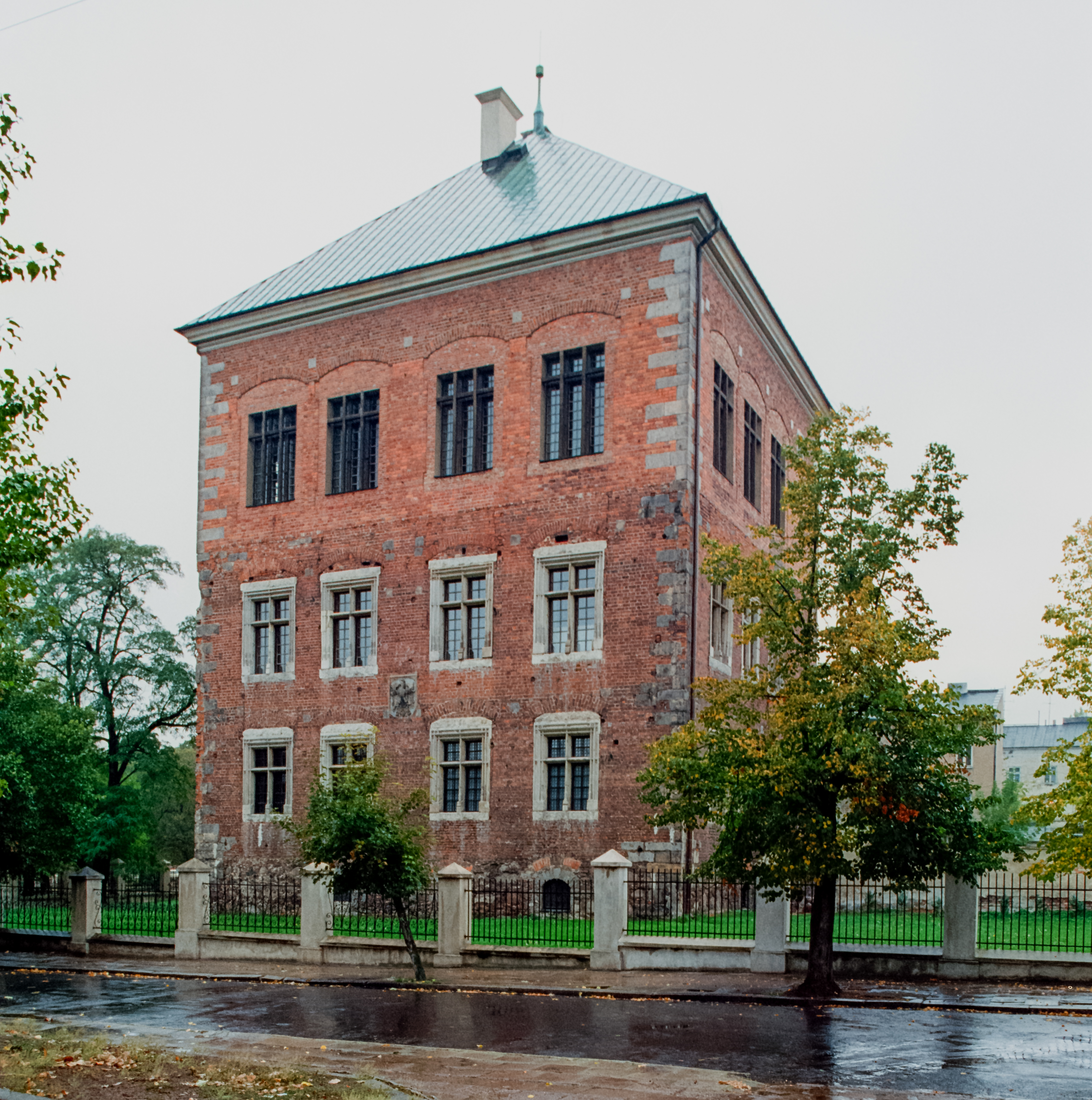
Zamek Królewski w Piotrkowie Trybunalskim
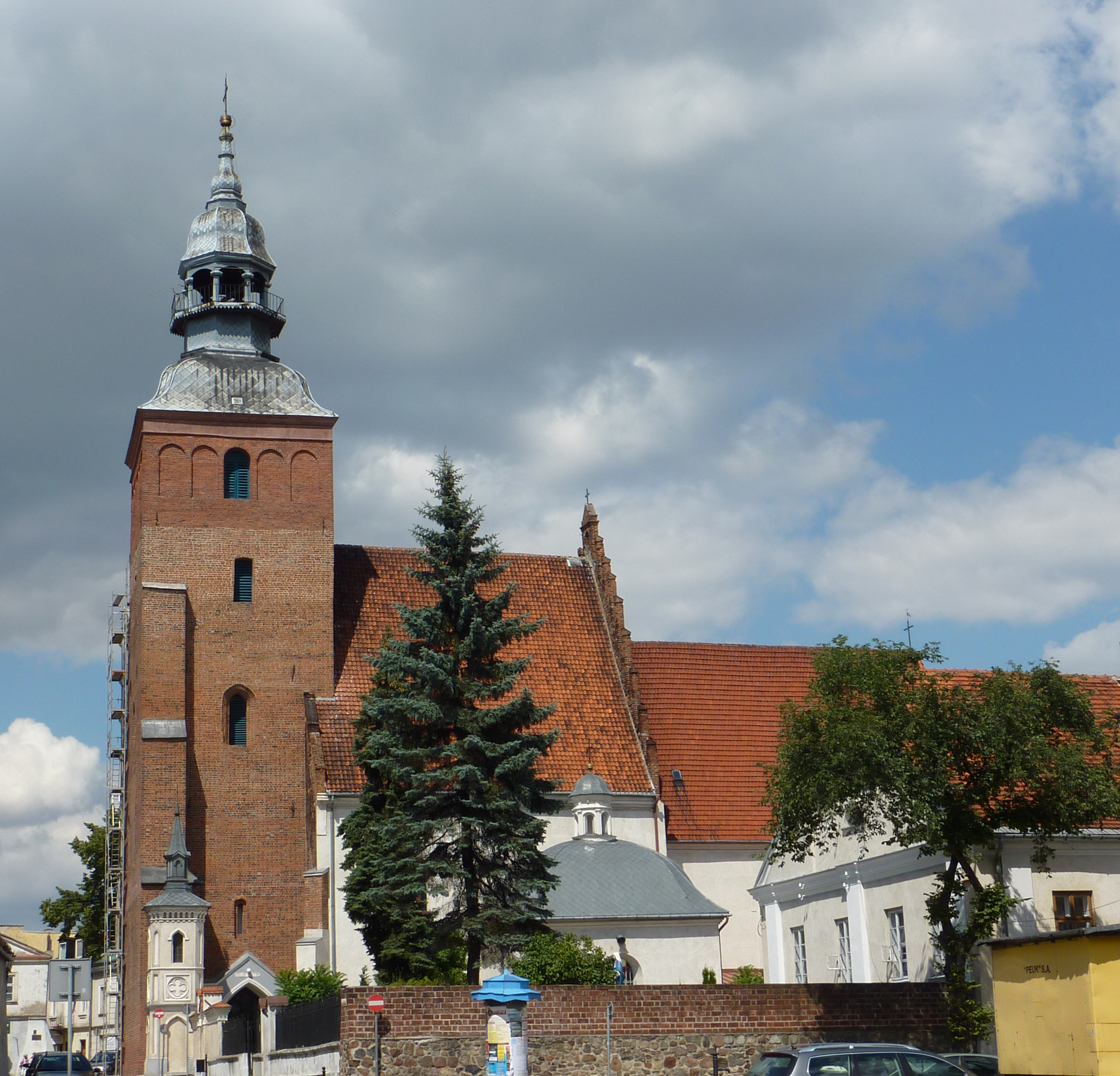
Fara w Piotrkowie Trybunalskim
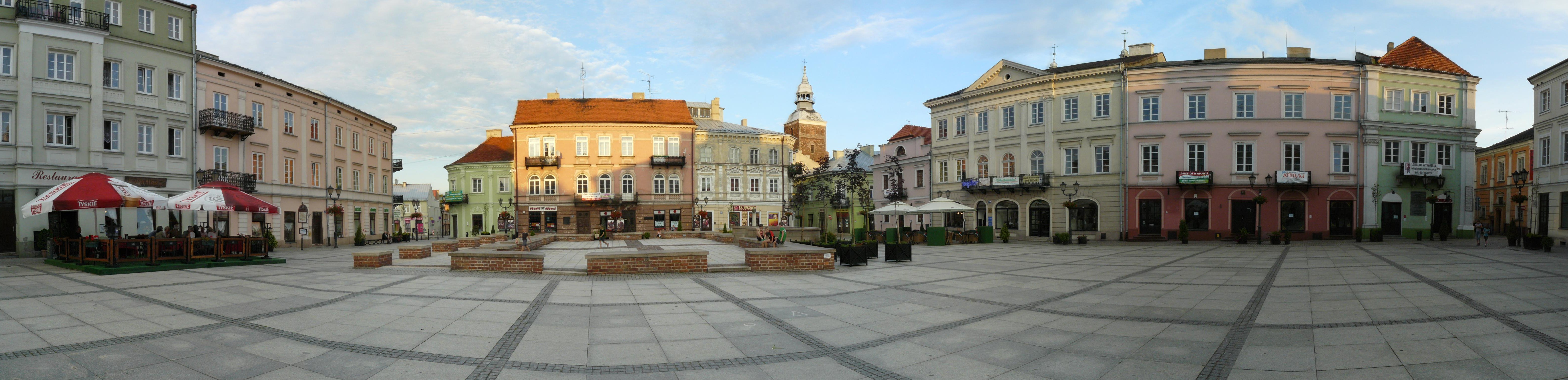
Rynek w Piotrkowie Trybunalskim
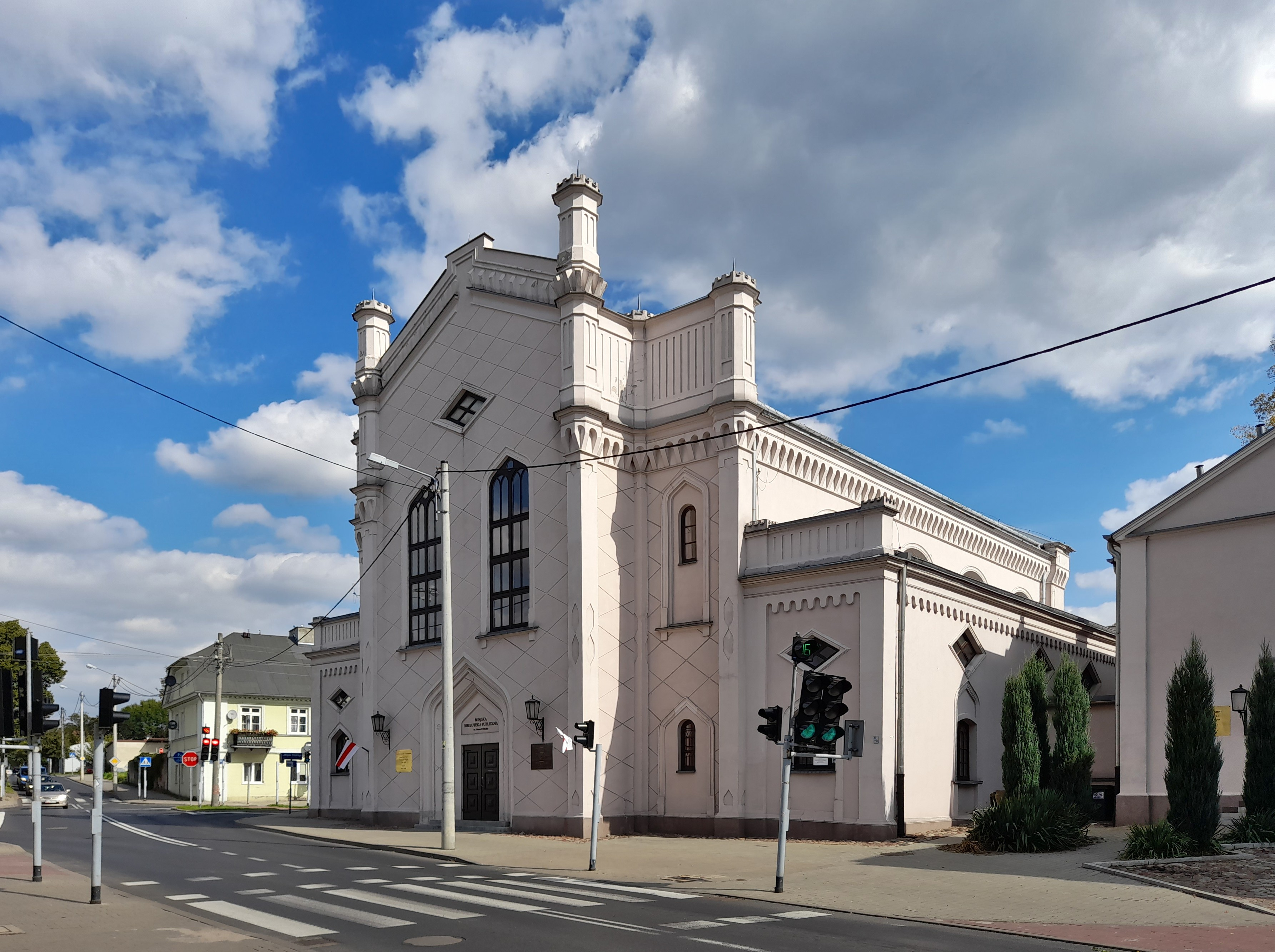
Wielka Synagoga w Piotrkowie Trybunalskim
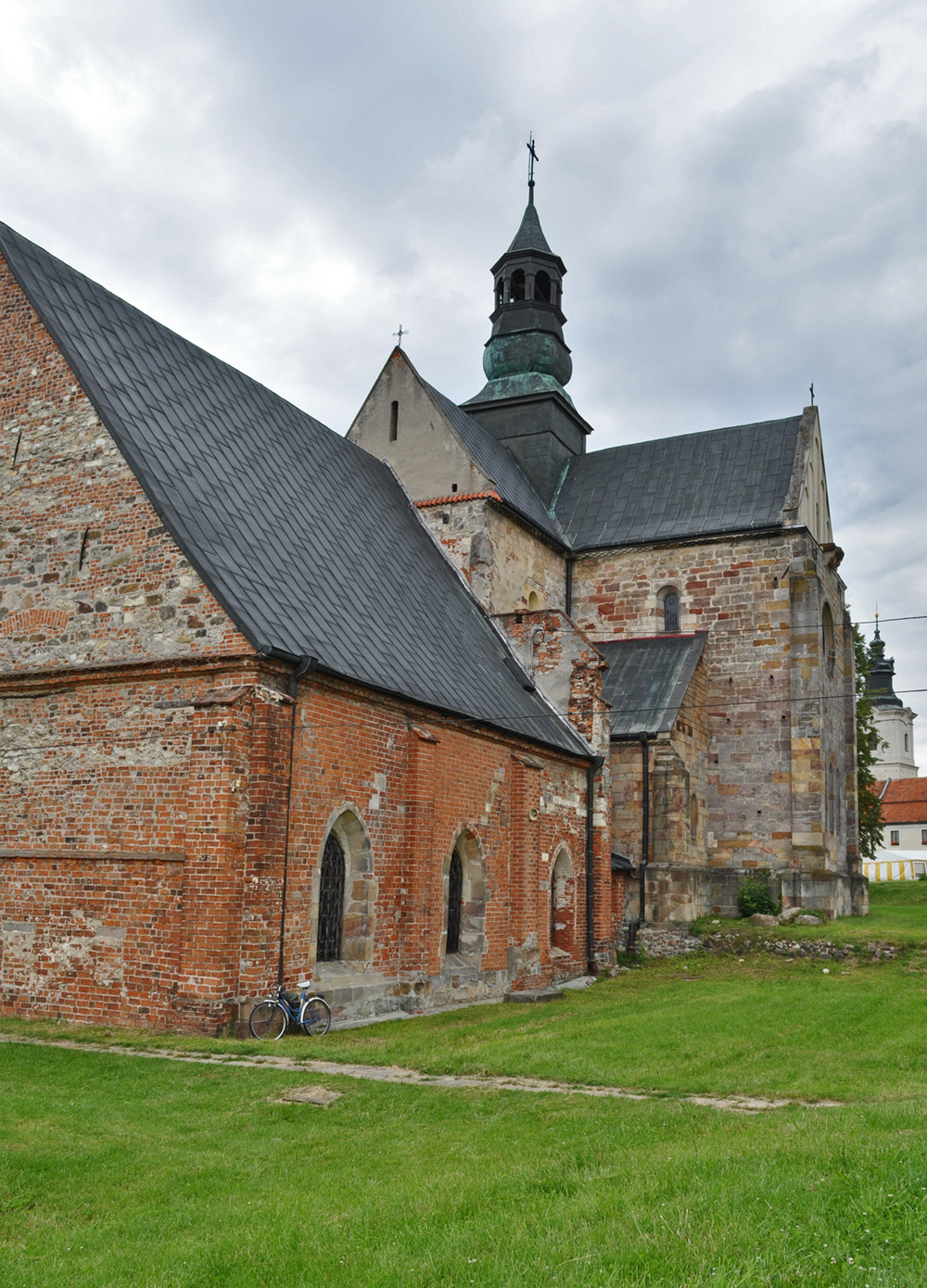
Opactwo cystersów w Sulejowie
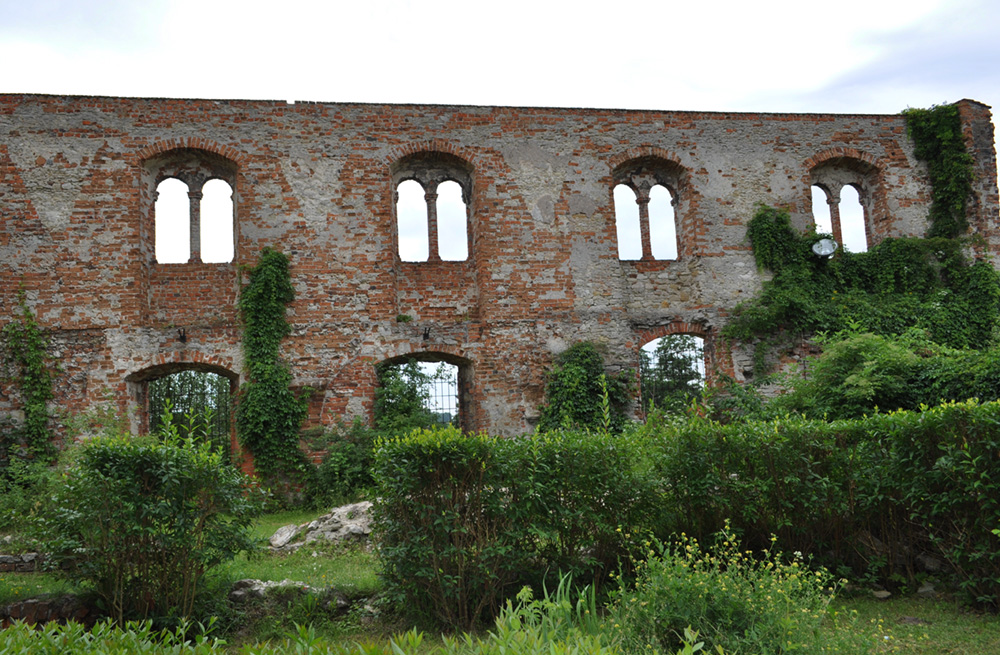
Romańska fasada w opactwie
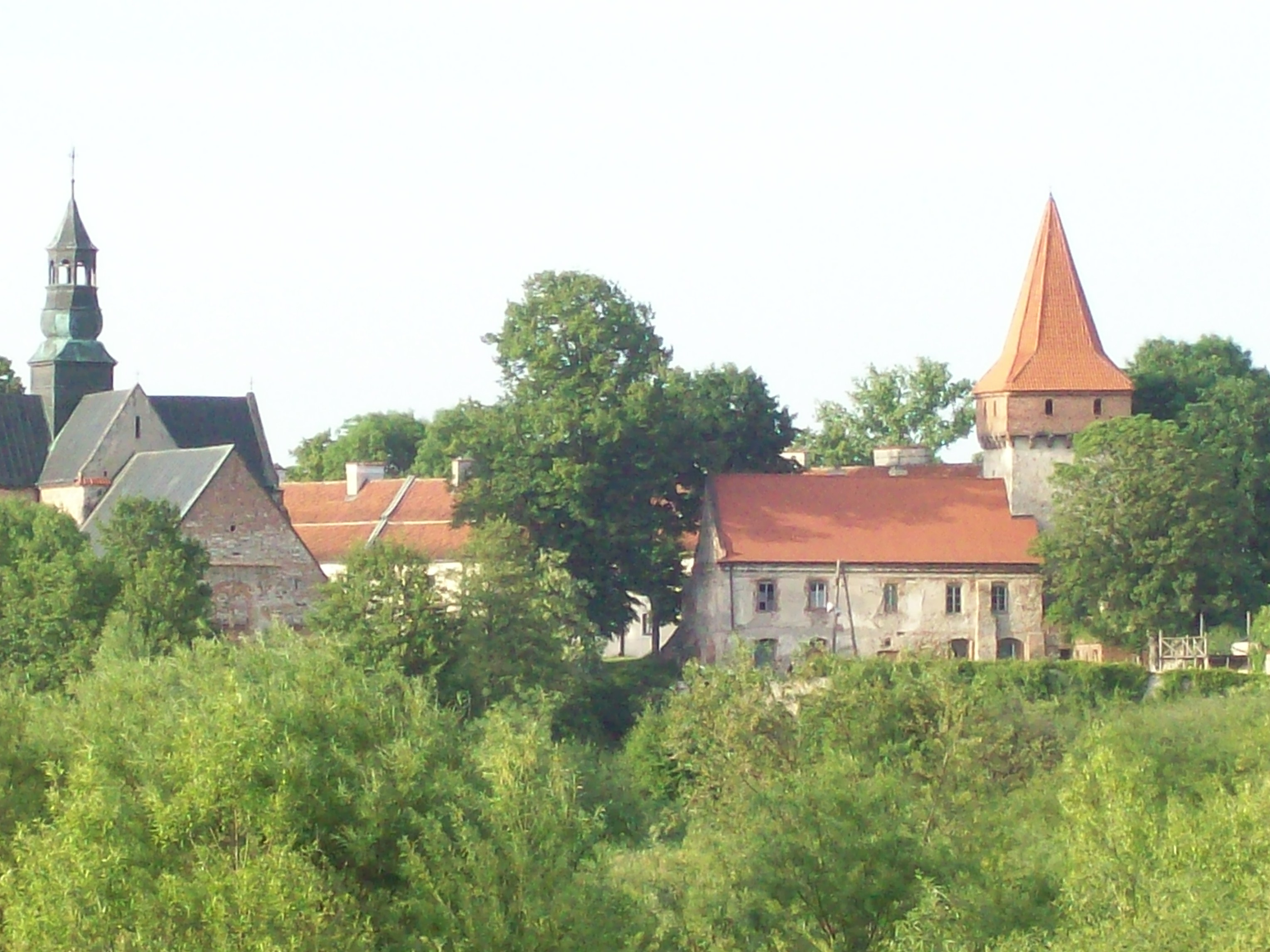
Opactwo cystersów w Sulejowie
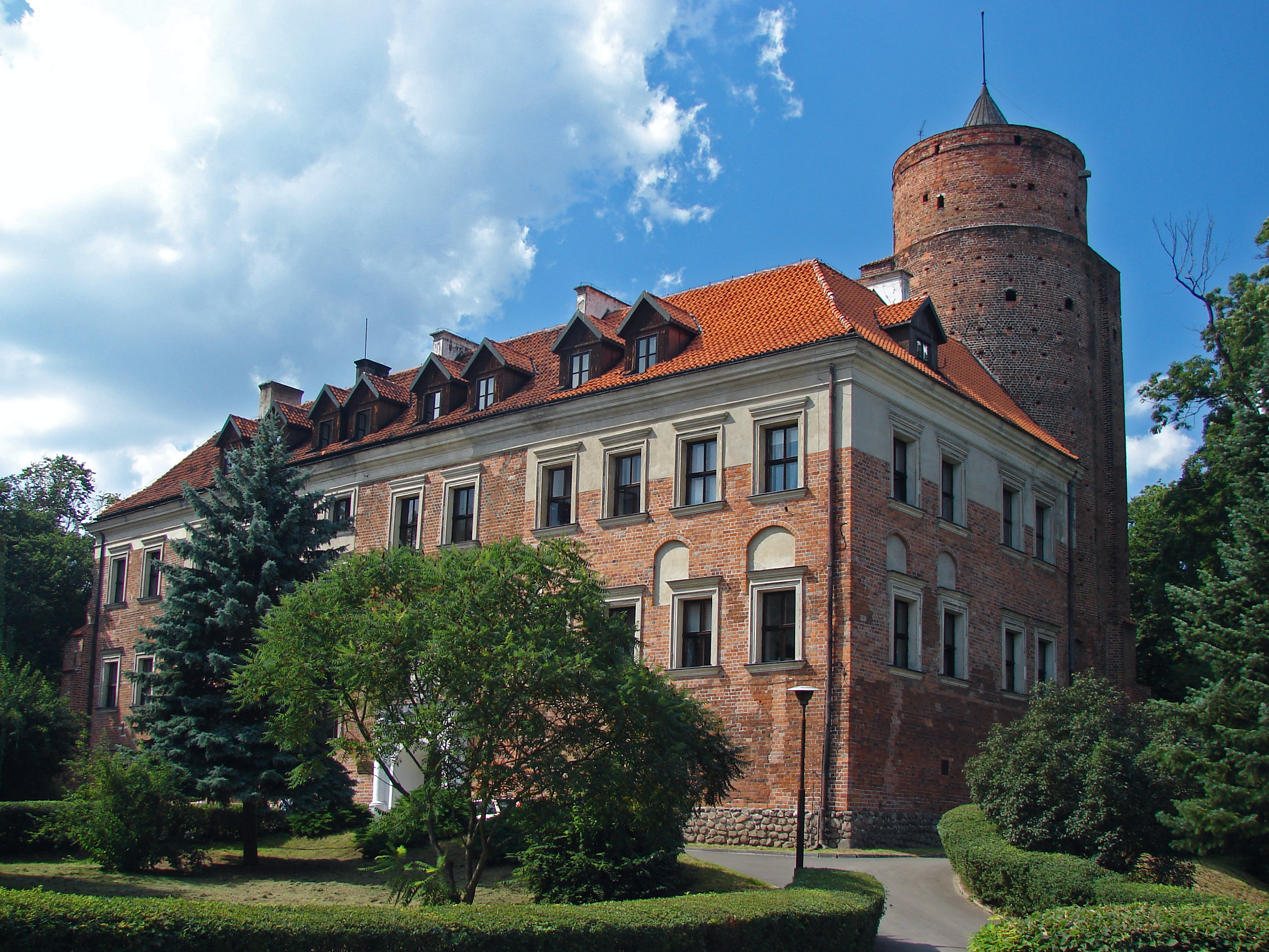
Zamek w Uniejowie
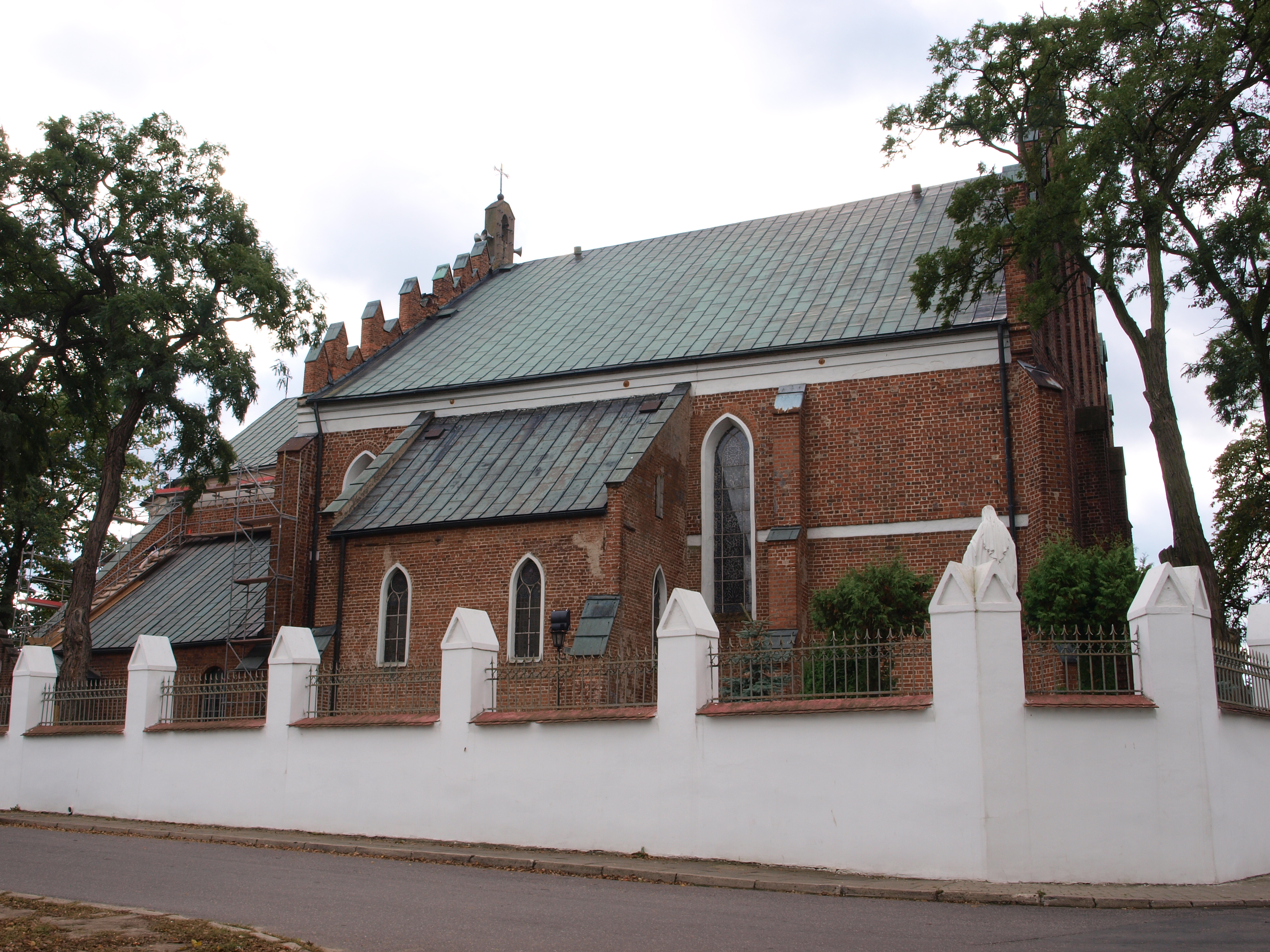
Kościół gotycki w Szadku